# Cavit Cav
Cavit Cav (Selanik, 1905 - Ankara, 29 d'abril de 1982) fou un ciclista turc. Va representar a Turquia als Jocs Olímpics de 1928, juntament amb el seu germà Galip Cav. De fet, ja al 1924 va formar part del equip nacional turc de bicicleta, juntament amb Cambaz Fahri i Raif Bey, però no van poder participar en els Jocs Olímpics de 1924 per no poder trobar bicicletes homologades a les normes.
Posteriorment va ser un home de negocis i es va dedicar a la producció de bicicletes i camions d'escombraries. Abans de morir el 1982, es va convertir en el primer donant d'òrgans de Turquia.